# Miloslav Vecko
Miloslav Vecko (* 30. června 1921) je bývalý český hokejový útočník.

## Hokejová kariéra
Za československou reprezentaci odehrál v letech 1953-1955 celkem 3 utkání a dal 1 gól. V lize hrál za Spartak Praha Sokolovo.